# Fighting Style/Music Riot
「Fighting Style/Music Riot」は、BACK-ONの会場販売限定CD。
初のスタジオ収録音源。2曲ともに、2BLのJJがmix、アレンジを行った。Music RiotとSamurai(未レコーディング)はLIVEにおいても、初期の一時期しか演奏されておらず、楽曲を耳にした事が有るファンがほとんど居ない為、幻の楽曲とされている。

## 収録曲
1. Fighting Style
  - アルバム未収録。
2. Music Riot
  - アルバム未収録。